# Chenango (New York)
Pour les articles homonymes, voir Chenango.
Chenango est une ville située au nord-est du comté de Broome, dans l' État de New York, aux États-Unis,. En 2020, elle comptait une population de 10 983 habitants, estimée au 1er juillet 2021 à 10 876 habitants. La ville est fondée en 1791.

## Démographie
Lors du recensement de 2020, la ville comptait une population de 10 983 habitants. Elle est estimée, en 2021, à 10 876 habitants.